# 准周期运动
数学和理论物理学中，准周期运动（quasiperiodic motion）粗略地说就是包含有限多个不可通约频率的动力系统发生的运动类型。
即，若将相空间想象成环面T（即变量像角度一样是周期的），则系统轨迹就是环绕T的曲线，而与自身不完全重合。
实线上的准周期函数是由T上函数通过对组合线性的曲线（从T提升到覆盖的欧氏空间）
{\displaystyle R\to T}
得到的函数类型（如连续）。因此它是震荡的，具有有限多基本频率。（注意，复分析中的Θ函数和魏尔斯特拉斯zeta函数相对于周期格也称作准周期，与此不同。）
概周期函数理论大致也针对同样的情形，但允许T是无限维的环面。